# Királyok völgye 44

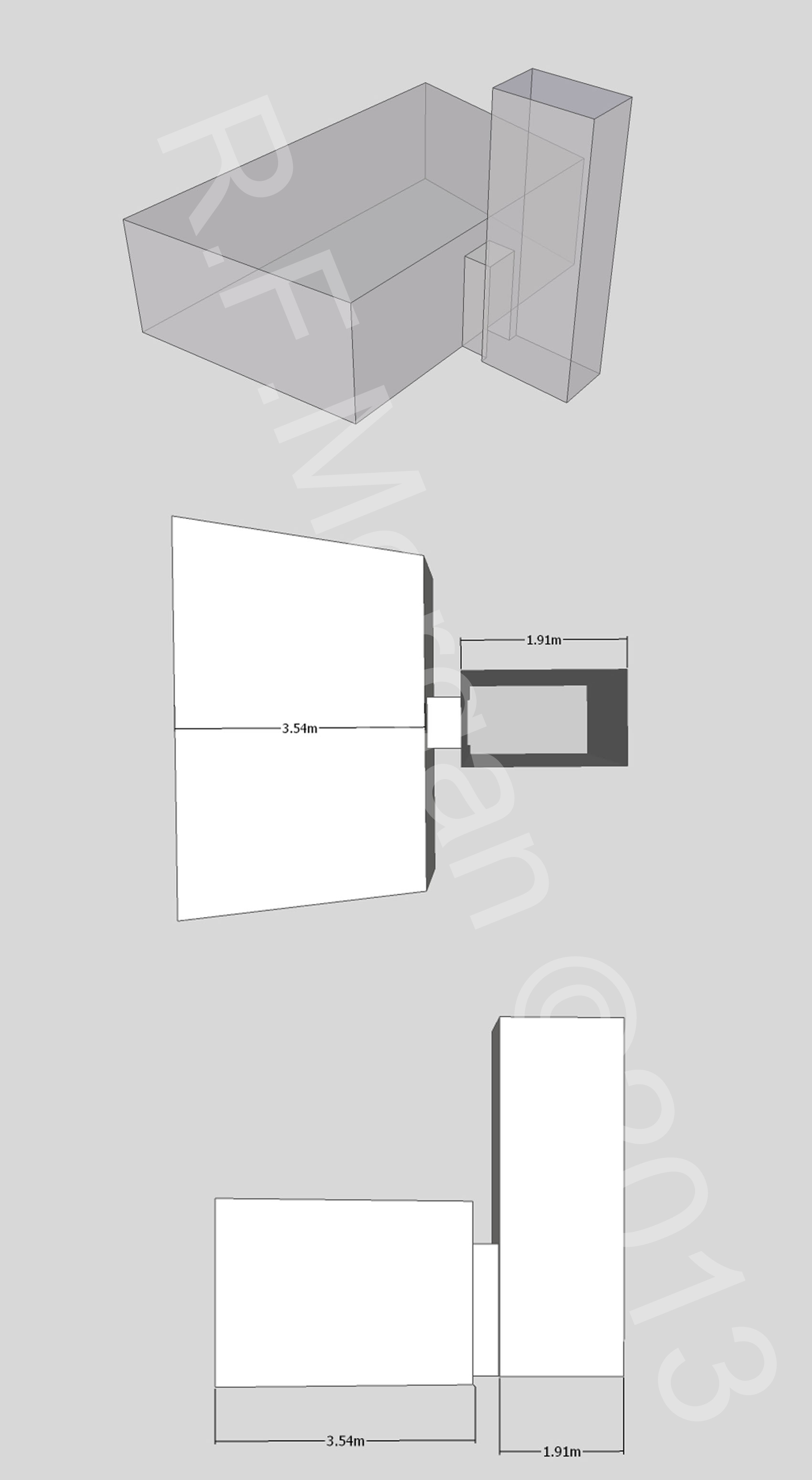
A sír izometrikus képe, alaprajza és oldalnézeti metszete egy 3D-modell alapján

A Királyok völgye 44 (KV44) egy egyiptomi sír a Királyok völgye keleti völgyében, a fő vádi délkeleti ágában. Howard Carter fedezte fel 1901. január 26-án; az 1990-es években Donald P. Ryan végzett feltárást. A sír egy aknából és egy díszítetlen kamrából áll, hossza 6 m, területe 22,59 m².
A sír eredetileg a XVIII. dinasztia idején épült, eredeti tulajdonosa nem ismert. Felfedezésekor le volt pecsételve és tele volt törmelékkel. Az eredeti temetkezési kellékek sírrablás áldozatául estek, Carter jellemzése szerint a sírban csak szemét maradt. A XXII. dinasztia idején újrahasznosították, három, ebből az időből származó múmia került elő fakoporsóban: Tentkerer asszony, aki I. Oszorkon idején élt, valamint Heiufaa, illetve egy ismeretlen nevű hölgy, aki Ámon énekesnője volt. Ezek a múmiák teljes bizonyossággal másodlagos temetkezéshez tartoznak, mivel a sírt nagyjából egyötödéig megtöltő törmelék tetején helyezték el őket. A lentebbi törmelékből Ryan ásatása során hét korábbi, valószínűleg az eredeti temetkezéshez tartozó múmia (köztük három gyermeké, a legfiatalabb két év körüli) került elő, koporsó és temetkezési kellékek nélkül. A sír mennyezetén számos darázsfészek volt, ami azt jelezte, a sír az ókorban egy ideig nyitva állt.
Elizabeth Thomas topográfiai bizonyítékok alapján feltételezte, hogy a sír eredetileg Anen sírjának épült, és ide temették, nem a szintén neki épült TT120-ba, Ryan ásatásai során azonban bebizonyosodott, hogy a sírban talált, XVIII. dinasztia korabeli tárgyak legkésőbb a dinasztia uralmának közepére datálhatóak, így túl koraiak ahhoz, hogy a sírt a főpap sírjaként lehetne azonosítani.
A bejáratot jelenleg fémrács fedi, köré alacsony falat emeltek, hogy ne árassza el a víz.

## Fordítás
- Ez a szócikk részben vagy egészben  a   KV44 című angol Wikipédia-szócikk ezen változatának fordításán alapul.  Az eredeti cikk szerkesztőit annak laptörténete sorolja fel. Ez a jelzés csupán a megfogalmazás eredetét és a szerzői jogokat jelzi, nem szolgál a cikkben szereplő információk forrásmegjelöléseként.

## Külső hivatkozások
- Theban Mapping Project: KV44